# 嘉義縣布袋鎮布袋國民小學
23°22′56″N 120°10′17″E / 23.382120°N 120.171273°E
嘉義縣布袋鎮布袋國民小學（簡稱布袋國小）為臺灣嘉義縣布袋鎮的國民小學，最初為1902年設立的布袋嘴公學校，至今已超過百年歷史，也是布袋地區最早設立的學校。

## 介紹
布袋國小原為在1902年7月28日經許可設立的「布袋嘴公學校」，最初於同年10月4日以布袋嘉應廟做為臨時校舍上課。1903年10月18日，學校遷到剛落成的新校舍（內田392番地，約為現今的布袋鎮衛生所），即位在專賣局布袋嘴支局東側。1921年3月31日，因應1920年的行政區劃改制和地名更改，學校改稱「布袋公學校」。1922年4月1日設立「新塭分教場」（今新塭國小），而學校在同月28日往北遷到現在布袋國小現址，原校地則改由「布袋尋常小學校」使用。布袋公學校在1937年4月計有男學生610人、女學生149人。1941年4月，改制為「布袋東國民學校」，當時地址為台南州東石郡布袋庄內田398番地。
二戰後，於1946年11月17日改為「布袋鄉第一國民學校」。1949年2月8日，改為「布袋國民學校」。1968年8月，因九年國民教育實施而改名為「布袋國民小學」。

## 備註
1. ↑  1915年4月設立「鹽水港尋常小學校布袋分教場」，1920年4月改為「布袋嘴尋常小學校」，1921年4月改為「布袋尋常小學校」，1941年4月改為「布袋國民學校」。